# Elezioni regionali nel Lazio del 1990
Le elezioni regionali nel Lazio del 1990 si tennero il 6-7 maggio.

## Risultati elettorali
| Liste                                                  | Voti      | %     | Seggi |
| ------------------------------------------------------ | --------- | ----- | ----- |
| Democrazia Cristiana (DC)                              | 1.123.076 | 34,45 | 22    |
| Partito Comunista Italiano (PCI)                       | 776.485   | 23,82 | 15    |
| Partito Socialista Italiano (PSI)                      | 464.958   | 14,26 | 9     |
| Movimento Sociale Italiano - Destra Nazionale (MSI-DN) | 213.174   | 6,54  | 4     |
| Partito Repubblicano Italiano (PRI)                    | 155.179   | 4,76  | 3     |
| Lista Verde (LV)                                       | 125.460   | 3,85  | 2     |
| Partito Socialista Democratico Italiano (PSDI)         | 90.300    | 2,77  | 2     |
| Verdi Arcobaleno (VA)                                  | 78.683    | 2,41  | 1     |
| Antiproibizionisti sulla Droga                         | 58.756    | 1,80  | 1     |
| Partito Liberale Italiano (PLI)                        | 58.720    | 1,80  | 1     |
| Democrazia Proletaria (DP)                             | 30.165    | 0,93  | -     |
| Lista Pensionati                                       | 26.966    | 0,83  | -     |
| Caccia Pesca Ambiente (CPA)                            | 19.735    | 0,61  | -     |
| Alleanza Pensionati (AP)                               | 19.311    | 0,59  | -     |
| Lega Centro Lazio                                      | 5.872     | 0,18  | -     |
| Automobilisti                                          | 5.165     | 0,16  | -     |
| Lista Locale                                           | 3.561     | 0,11  | -     |
| Movimento Nazionale Italiano Caccia                    | 3.492     | 0,11  | -     |
| Nuovo Partito Popolare (NPP)                           | 1.350     | 0,04  | -     |
| Totale                                                 | 3.134.948 |       | 60    |

| Riepilogo dei seggi | Riepilogo dei seggi | Riepilogo dei seggi | Riepilogo dei seggi | Riepilogo dei seggi | Riepilogo dei seggi | Riepilogo dei seggi |
| ------------------- | ------------------- | ------------------- | ------------------- | ------------------- | ------------------- | ------------------- |
|                     |                     |                     |                     |                     |                     |                     |
| PCI                 | 15                  | ▼ 3                 |                     | PSI                 | 9                   | ▲ 2                 |
| PSDI                | 2                   | ━                   |                     | VA                  | 1                   | Nuovo               |
| LV                  | 2                   | ▲ 1                 |                     | Antiproibizionisti  | 1                   | Nuovo               |
| PRI                 | 3                   | ▲ 1                 |                     | DC                  | 22                  | ▲ 1                 |
| PLI                 | 1                   | ━                   |                     | MSI-DN              | 4                   | ▼ 2                 |
| DP                  | 0                   | ▼ 1                 |                     | AIP - LV            | 0                   | ▼ 1                 |